# 下油井駅
下油井駅（しもゆいえき）は、岐阜県加茂郡白川町白山にある、東海旅客鉄道（JR東海）高山本線の駅。

## 歴史
- 1928年（昭和3年）3月21日：高山線（現・高山本線）白川口駅 - 飛騨金山駅間延伸時に開業[1]。旅客及び貨物の取扱を開始[2]。
- 1947年（昭和22年）：下りホームに待合所を設置[1]。
- 1968年（昭和43年）10月1日：貨物の取扱を廃止[2]。
- 1984年（昭和59年）2月1日：荷物扱い廃止[2]。
- 1985年（昭和60年）4月1日：無人駅となり、簡易委託開始[1][3]。
- 1987年（昭和62年）4月1日：国鉄分割民営化により東海旅客鉄道（JR東海）の駅となる[2]。
- 2014年（平成26年）：キハ75形の投入に伴いホームのかさ上げ工事を実施。

## 駅構造
相対式ホーム2面2線を有する地上駅。二つのホームを跨線橋が結んでいる。木造駅舎を有する。
無人駅だが、かつては駅員が配置されていたため古い木造駅舎がある。駅舎の外に公衆トイレのほか、自動販売機と郵便ポストが置かれている。

### のりば
| 番線 | 路線        | 方向 | 行先               |
| ---- | ----------- | ---- | ------------------ |
| 1    | CG 高山本線 | 上り | 美濃太田・岐阜方面 |
| 2    | CG 高山本線 | 下り | 下呂・高山方面     |

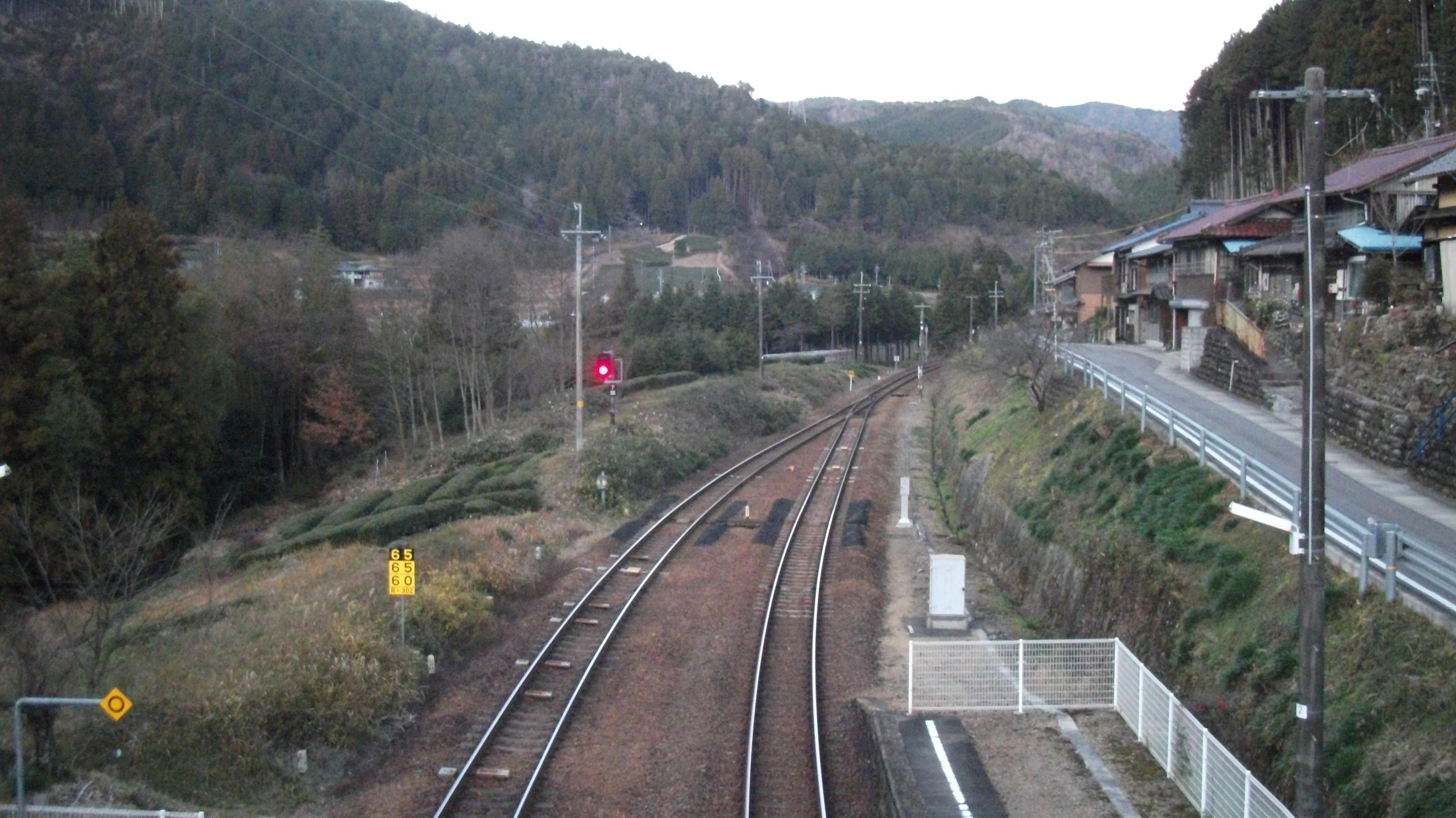
跨線橋 から飛騨金山方面を望む（2011年12月）
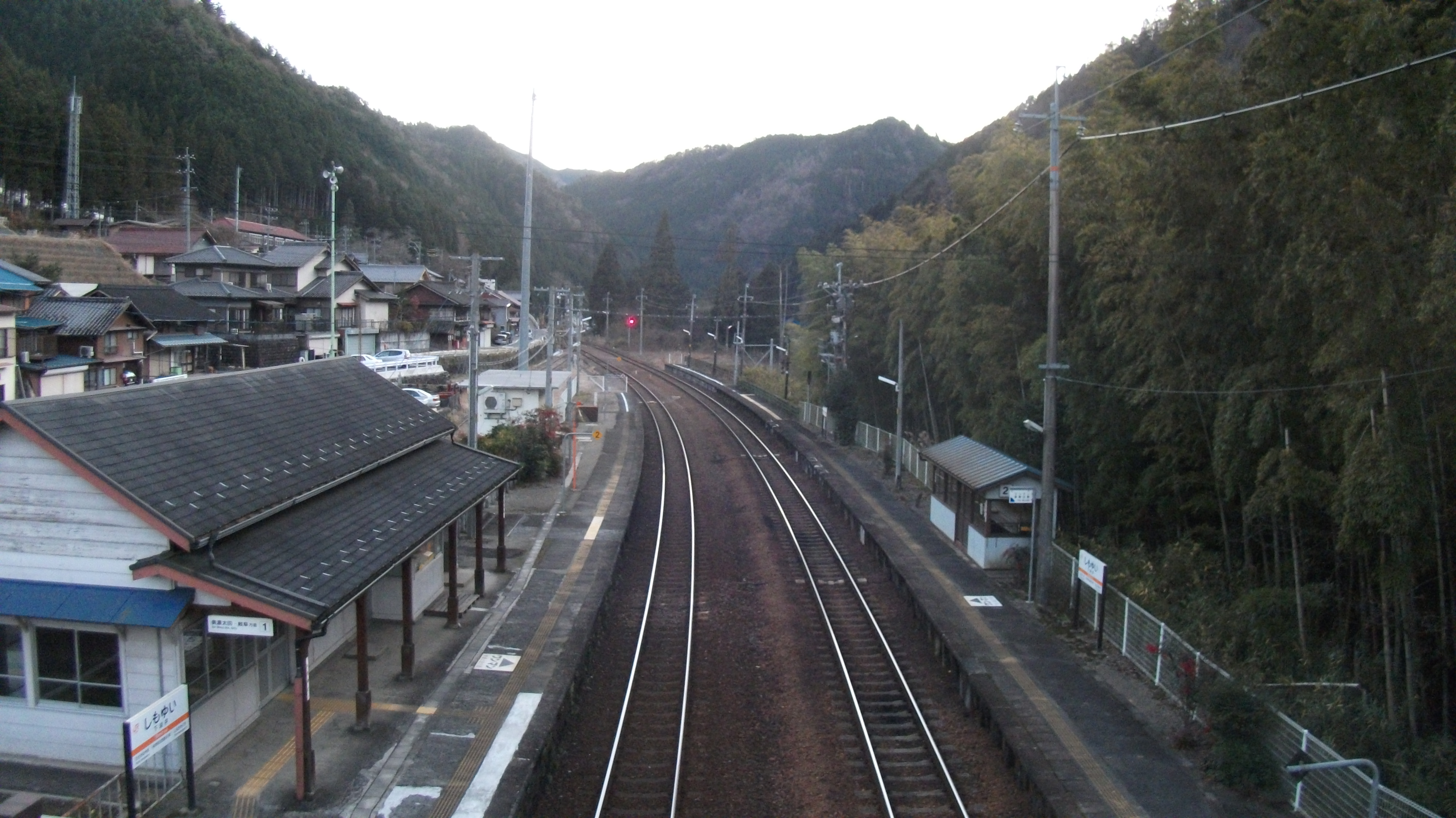
跨線橋から白川口方面を望む（2011年12月）
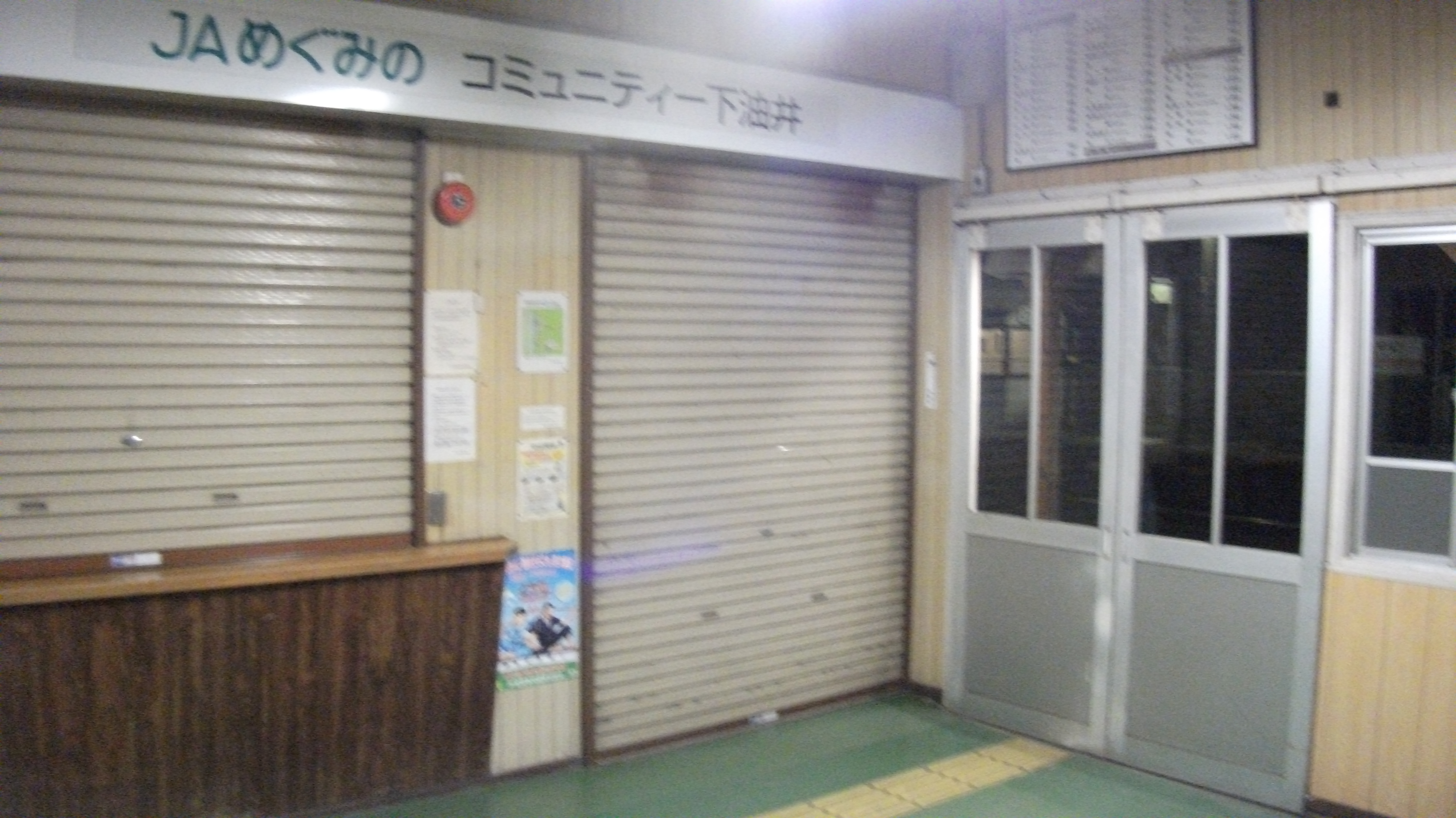
駅舎内（2011年12月）
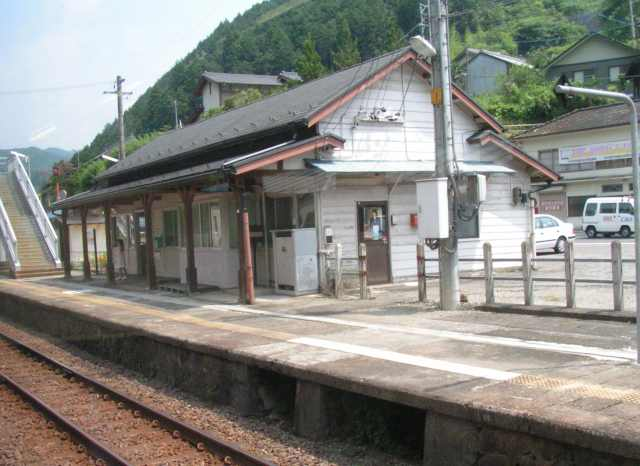
ホームから見た駅舎（2006年8月）

## 駅周辺
山間の小さな集落であり、住宅は少ない。
- 白川下油井郵便局
- 見知食作館（下油井駅の避難場所）
- 国道41号
- 国道256号
- 飛騨川
- 濃飛バス「下油井駅」停留所 - 白川中央線
- おでかけしらかわ・ひがししらかわ「下油井駅」停留所

## 隣の駅
東海旅客鉄道（JR東海）
CG 高山本線
白川口駅 - （鷲原信号場） - 下油井駅 - 飛騨金山駅